# PMC (motorfiets)
PMC is een historisch Brits merk van motorfietsen.
PMC Premier Motorcycle Company, Birmingham (1908-1915).
Deze fabriek was slechts indirect verbonden met Premier in Coventry en ontstaan uit het merk Wall, men werkte samen met Rex, dat oorspronkelijk ook in Birmingham gevestigd was. Hierdoor ontstonden de motorfietsen van het merk Rex-JAP. De Rex-JAP-motoren waren voorzien van Rex-frames waarin JAP-motoren van 293- tot 996 cc werden gemonteerd. Mogelijk werden deze machines van 1911 tot 1915 zowel door Rex- als door PMC onder dezelfde naam verkocht. 
PMC bouwde motorfietsen en tricycles met JAP-motoren van 393- tot 996 cc onder de namen PMC, Warwick, Premo.